# Matthias Thalheim
Matthias Thalheim (* 1957 in Wurzen) ist ein deutscher Autor, Dramaturg und Hörfunkregisseur.

## Leben und Wirken
Matthias Thalheim wuchs im Haus seines Großvaters, des Dachdeckermeisters Martin Gatzsche, in Nerchau auf, Vater und Mutter arbeiteten in der Farbenfabrik. 1964 wurde er in Nerchau eingeschult und machte von 1972 bis 1976 an der Erweiterten Oberschule Grimma das Abitur. Vor dem Wehrdienst war er als Bühnenhandwerker an der Musikalischen Komödie Leipzig tätig. In Vorbereitung seines Studiums arbeitete er 1979/1980 als freiberuflicher Regieassistent bei Günter Bormann, Walter Niklaus und Klaus Zippel im Leipziger Hörspielstudio Funkhaus Springerstraße. Von 1980 bis 1984 studierte er Theaterwissenschaft bei Ernst Schumacher, Rudolf Münz und Joachim Fiebach an der Humboldt-Universität zu Berlin und verteidigte 1985 seine Diplomarbeit über Kunstkopf-Stereofonie im Hörspiel. Während der Studienzeit war Thalheim als Regieassistent im Funkhaus Nalepastraße tätig, später auch als Rezensent für Theater der Zeit. Von 1982 bis 1988 fotografierte er für das Kulturalmanach Leipziger Blätter.
Ab 1984 arbeitete er als Dramaturg beim Rundfunk der DDR. 1990 übernahm er in Leipzig die Leitung der Hörspielabteilung von Sachsen Radio. Danach verantwortete er von 1992 bis 2020 als Chef Künstlerisches Wort die Bereiche Hörspiel, Feature, Lesung, Kabarett und Kinderfunk bei MDR Kultur. Er engagierte sich für die Werke von Autoren wie Günter de Bruyn, Wolfgang Hilbig, Erich Loest, Brigitte Reimann oder Einar Schleef und pflegte stetige Zusammenarbeit mit Darstellern wie Jutta Hoffmann, Ilja Richter oder Thomas Thieme. Thalheim ist seit 2003 Mitglied der Deutschen Akademie der Darstellenden Künste. Von 2021 bis 2023 publizierte er wöchentlich eine programmgeschichtliche Kolumne beim Onlinelexikon des Fernsehens der DDR. Er hat eine Tochter (* 1987) und lebt seit 1980 in Berlin.

## Publikationen
- Konfetti im September, Erzählung, In: Temperamente, Heft 1/1980; sowie in: Bitterfisch – Jugend in der DDR, Hg. Horst Heidmann, Signal-Verlag, Baden-Baden 1982, ISBN 3-7971-0219-4.
- Henryk aller Wegen. Porträt Henryk Bereska in HB 70, Corvinus Presse Berlin 1996, ISBN 3-910172-39-3
- Mitteldeutscher Rundfunk: Radio-Geschichte(n), von Hagen Pfau, Hg. Steffen Lieberwirth, darin: Aus der Hörspielgeschichte des Mitteldeutschen Rundfunks, Seite 123–129, Kamprad-Verlag, Altenburg 2000, ISBN 3-930550-10-5
- Kunstkopf-Stereofonie und Hörspiel. Neopubli Verlag, Berlin 2016, ISBN 978-3-7375-9781-4
- Lampion – Anekdoten, Gedichte, Geschichten von Klaus Breuing, als Herausgeber, Neopubli Verlag, Berlin 2016, ISBN 978-3-7418-2111-0
- Radiodrama mit Peter-Pan-Syndrom – Gedanken zur Technik-Kunst-Relation. in: Seismographie des Hörspiels, belleville Verlag, Michael Farin, München 2017, ISBN 978-3-946875-21-5
- Fatzer im Radio – Begegnungen seltener Art. Neopubli Verlag, Berlin 2019, ISBN 978-3-7502-6096-2
- Radiojahrhundert mitteldeutscher Tonart – Leipziger Prägungen. In: Leipziger Blätter Nr. 83, S. 17–21, Passage Verlag, Leipzig 2023, ISBN 978-3-95415-146-2.
- Der Kind gebliebene Zweifler und Spieler – Nachruf auf Jörg Jannings. In: Theater der Zeit, Dezember 2023, Berlin, S. 36, ISSN 0040-5418.

## Hörspiele, Features und Lesungen (Auswahl)

### Als Autor/Bearbeiter
- 1985: Rheinsberg: Ein Bilderbuch für Verliebte. nach Kurt Tucholsky, mit Kurt Böwe, Ulrike Krumbiegel, Gunter Schoß, Dagmar Manzel, Regie: Barbara Plensat, Rundfunk der DDR, als Hörbuch, Der Audio Verlag 2001, ISBN 978-3-86231-157-6,[7]
- 1985: Amadeus von Peter Shaffer, mit Georg Schuchter, Volkmar Kleinert, Andrea Nürnberger, Regie: Götz Fritsch,  Rundfunk der DDR
- 1986: Fabian oder Der Gang vor die Hunde nach Erich Kästner, mit Götz Schulte, Steffen Mensching, Bärbel Röhl, Horst Lebinsky, Klaus Piontek, Regie: Joachim Staritz, Rundfunk der DDR
- 1987: Pauline von Georg Hirschfeld, mit Ursula Werner, Peter Reusse, Ulrike Krumbiegel, Daniel Minetti, Heide Kipp, Horst Weinheimer, Regie: Werner Grunow, Rundfunk der DDR
- 1988: Philippine G., geborene Rothschild, Originalton-Hörspiel, zusammen mit Heide Böwe, Rundfunk der DDR
- 1989: So kurz, dass es direkt 'ne Schande ist – Geschichten über Berta Waterstradt. Originalton-Hörspiel, zusammen mit Heide Böwe, Rundfunk der DDR
- 1991: In weiteren Rollen: Georg Helge …, Originalton-Hörspiel zusammen mit Wolfgang Beck, Funkhaus Berlin (prämiert mit dem „Šlábbész“, Rust, Burgenland 1992).

### Hörspiele, Features als Regisseur
- 1988: Untergang des Egoisten Fatzer von Bertolt Brecht, Regie: Heiner Müller, Dramaturgie, Regiemitarbeit zusammen mit Wolfgang Rindfleisch, Rundfunk der DDR[8]
- 1990: Nie und nicht kann ich das vergessen, Hörspiel von Gerhard Pötzsch, Funkhaus Berlin
- 1990: Herr Riegel als Zoologe, Hörspiel von Bert Koß, Funkhaus Berlin
- 1993: Oh Ihr Nymphen in den Bäumen, Originalton-Feature von Manfred Kiedorf, MDR
- 1995: Das Leben des Karl Valentin – Eine klingende Biographie, von Michael Schulte, 14 Folgen mit Walter Schmidinger, Josef Bierbichler, MDR, als Hörbuch Audiobuch Freiburg 2002, ISBN 978-3-95862-565-5
- 2007: Die Schlösser der gepriesenen Insel, Hörbild von Gerhard Bätz und Manfred Kiedorf, MDR
- 2009: Henriette Bimmelbahn, Auto, Flugzeug, Bus und Bahn Hörspiel nach James Krüss mit Uwe Friedrichsen und Angelika Mann, MDR, als Hörbuch bei Der Audio Verlag 2009, ISBN 978-3-86231-703-5
- 2009: Die geschenkte Hand – Puppenspieler erzählen mit Klaus Breuing und Volkmar Funke, Feature, MDR
- 2014: Nicht nur eine Akte – Gerichtsprozesse auf Radio DDR, Feature, MDR
- 2015: Der Drache, der Geschichte schrieb, Feature, MDR
- 2018: Der Chirurg aus dem Rheinland und seine Lausitzer Kinder, Feature von Günter Kotte, MDR/WDR
- 2018: Baal von Bertolt Brecht, Hörspiel mit Thomas Thieme, MDR[9]
- 2019: Ich rauche gern – Belormorkanal: Was vom Stalinkanal geblieben ist, Feature von Günter Kotte, MDR/WDR
- 2020: Goethe-Frauen, Hörspiel von Rolf Schneider, MDR

### Lesungen als Regisseur
- 1990/91: Durch die Erde ein Riss, Roman von Erich Loest, Lesung in 40 Folgen mit Kurt Böwe, Sachsen Radio, als Hörbuch Der Audio Verlag 2020, ISBN 978-3-7424-1455-7
- 1996: Deins und Meins wie es singt und lacht – Kabasurdes Abrett von Wolfgang Krause Zwieback, MDR
- 1996: Abgehauen von Manfred Krug, Autorenlesung in zehn Folgen, MDR
- 2000: Ich bedaure nichts – Tagebücher 1955–63 von Brigitte Reimann, Lesung mit Jutta Hoffmann, MDR, als Hörbuch Der Audio Verlag 2018, ISBN 978-3-7424-0444-2[10]
- 2001: Alles schmeckt nach Abschied – Tagebücher 1964–70 von Brigitte Reimann, Lesung mit Jutta Hoffmann, MDR, als Hörbuch Der Audio Verlag 2018, ISBN 978-3-7424-0444-2
- 2002: Der Geruch der Bücher – Prosa und Gedichte von Wolfgang Hilbig, Autorenlesung, MDR, als Hörbuch Der Audio Verlag 2002, ISBN 3-89813-223-4
- 2005  Gottfried Benn. Leben – Niederer Wahn von Fritz J. Raddatz, Autorenlesung, auch Lesefassung, MDR
- 2006: Kleiner Mann – was nun? von Hans Fallada, Lesung mit Jutta Hoffmann, MDR, als Hörbuch Der Audio Verlag 2006, ISBN 978-3-7424-0428-2[11]
- 2007: Irreführung der Behörden von Jurek Becker, Lesung mit Matthias Matschke, MDR, als Hörbuch Der Audio Verlag 2021, ISBN 978-3-7424-2159-3[12]
- 2008: Der halbe Weg von Axel Eggebrecht, Lesung mit Ilja Richter, MDR
- 2008: Aufstand der Fischer von St. Barbara von Anna Seghers, Lesung mit Ulrike Krumbiegel, MDR, als Hörbuch Der Audio Verlag Berlin 2008, ISBN 978-3-89813-755-3
- 2009/11: Gertrud und Einar Schleef – Briefwechsel 1963–1990, Lesung mit Jutta Hoffmann und Thomas Thieme, MDR, als Hörbuch Der Audio Verlag 2021, ISBN 978-3-7424-2134-0[13]
- 2010: Ein Tag länger als das Leben von Tschingis Aitmatow, Lesung mit Uwe Friedrichsen, MDR, als Hörbuch Der Audio Verlag Berlin 2018, ISBN 978-3-7424-0422-0
- 2010: Goethes letzte Reise von Sigrid Damm, Lesung mit Jutta Hoffmann, MDR
- 2010: Wenn es Raachermannel naabelt – Weihnachtsgeschichten aus dem Erzgebirge, Lesung mit Wolf Butter, MDR, als Hörbuch Querstand, Altenburg, ISBN 978-3-95755-604-2
- 2013: Deutschland, Deine Sachsen von Peter Ufer und Tom Pauls, Lesung mit Tom Pauls, MDR, als Hörbuch Der Audio Verlag Berlin 2013, ISBN 978-3-86231-458-4
- 2014: Goethe als Intendant von Dietrich Fischer-Dieskau, Lesung mit Ilja Richter, MDR
- 2015: Der zweite Weltkrieg von Winston Spencer Churchill, Lesung mit Thomas Thieme, MDR
- 2015: Thomas Mann von nahem erlebt von Georges Motschan, Lesung mit Hanspeter Müller-Drossaart, MDR
- 2015: Die Bewaffnung der Nachtigall – Tagebücher 1968–1997 von Klaus Renft, Lesung mit Thomas Thieme, MDR, als Hörbuch Buschfunk 2016, ISBN 978-3-944058-70-2
- 2016: Glückskind mit Vater von Christoph Hein, Lesung mit Ulrich Matthes, MDR/BR, als Hörbuch Der Audio Verlag 2016, ISBN 978-3-86231-695-3
- 2016: Warte nicht auf bessre Zeiten! Die Autobiographie. von Wolf Biermann, Lesung mit Burghart Klaußner, MDR, als Hörbuch Hörbuch Hamburg 2016, ISBN 978-3-95713-063-1.
- 2017: Das Provisorium von Wolfgang Hilbig, Lesung mit Thomas Thieme, MDR
- 2017: Geschichten vom Alten Dessauer von Karl May, Lesung mit Ilja Richter, MDR
- 2018: Die Abenteuer des Huckleberry Finn von Mark Twain, Lesung mit Thomas Thieme, MDR
- 2018: Verwirrnis von Christoph Hein, Lesung mit Sylvester Groth, MDR, als Hörbuch Der Audio Verlag 2018, ISBN 978-3-7424-0731-3
- 2019: Irrungen, Wirrungen von Theodor Fontane, Lesung mit Jutta Hoffmann, MDR
- 2019: Die Sintflut in Sachsen von Bernd Wagner, Lesung mit Jörg Schüttauf, MDR
- 2019: Der neunzigste Geburtstag. Ein ländliches Idyll von Günter de Bruyn, Lesung mit Burghart Klaußner, MDR
- 2020: Wie ein Theaterstück entsteht von Karel Čapek, Lesung mit Ilja Richter, MDR

## Filmografie
- 2008: Sechs Tage-Sechs Nächte – 100 Jahre Berliner Sechs-Tage-Rennen (Dokumentarfilm zusammen mit Heinz Brinkmann, Autor und Bildkommentar)
- 2012: Fallwurf Böhme – Die wundersamen Wege eines Linkshänders (Dokumentarfilm zusammen mit Heinz Brinkmann)
- 2013: Richard Wagner – Graphic Novel (Animationsfilm zusammen mit Tony Loeser)